# البهائية في نيبال
بدأت الديانة البهائية في نيبال بعد أن واجه أحد القادة النيباليين الديانة في رحلاته قبل الحرب العالمية الثانية. بعد الحرب العالمية الثانية، كان أول بهائي معروف يدخل نيبال حوالي عام 1952 بواسطة إن بي سينها الذي انتقل إلى بيرجونج وانتخب أول مجلس روحي محلي للبهائيين النيباليين في عام 1959، وجمعيته الوطنية في عام 1972. لفترة من الزمن، بين عامي 1976 و1981، حُلت جميع الجمعيات بسبب القيود القانونية. أفاد تعداد عام 2001 بوجود 1211 بهائيًا (بما في ذلك 496 طفلًا)، ومنذ تسعينيات القرن العشرين، شاركت الجماعة البهائية في نيبال في عدد من المنظمات بين الأديان، بما في ذلك المجلس بين الأديان في نيبال لتعزيز السلام في البلاد. تقدر جمعية أرشيفات بيانات الأديان (بالاعتماد على الموسوعة المسيحية العالمية) عدد البهائيين بحوالي 4300 في عام 2005.

## الأيام الأولى
في الفترة من 1920 إلى 1940، سافر العقيد راجا جاي بريثفي بهادور سينغ، راجا باجانغ، إلى أوروبا والأمريكتين وسمع عن الدين البهائي من خلال الاتصال بأفراد مثل السيدة بلومفيلد.
كان أول دخول معروف لأعضاء الديانة البهائية إلى نيبال حوالي عام 1952 بواسطة إن بي سينها، وهو بهائي هندي، إلى بيرجونج وتبعه بعد ذلك بوقت قصير كيدارناث برادهان الذي كان من سيكيم قبل أن ينتقل إلى كاتماندو مع عائلته. وصلت أنباء الدين أيضًا في أعقاب مؤتمر الأمم المتحدة في كولومبو حيث أعرب المندوبون النيباليون عن اهتمامهم بالدين. بعد التحولات والمزيد من الرواد،عُقد أول جمعية روحية محلية في نيبال في مدينة كاتماندو والتي أُنتخبت في عام 1959. وفي عام 1960، أقيمت تجمعات في كاتماندو، ودهالكا شهر، وبهاكتابور، ومجموعات أصغر من البهائيين في داران، وباكلونج، وبوخارا، وبيراتناجار؛ وكان هناك أكثر من مائة عضو من هذه الديانة.

## نمو
بحلول عام 1963، ضمت المجالس المحلية في نيبال: بهاكتابور، وبيراتناغار، وظهران، وكاتماندو، وبوخارا، مع مجموعات صغيرة من البهائيين في بوديغاون، ودابيها، ونالار، ودولخاشهر. كان البهائيون المعزولون في باكلونج، ودامدام، وراكوجاتي، وراكشواف، كما تُرجم كتاب "بهاء الله والعصر الجديد" لجون إيسلمونت، صاحب كتاب "يد القضية"، إلى اللغة النيبالية. ولعل أول من زار نيبال هو روحييه خانوم في عام 1964. في عام 1967 قام السفير رام براساد ماناندهار بزيارة دار العبادة البهائية في ويلاميت بالولايات المتحدة الأمريكية. في عام 1969، قام يد القضية أدلبرت مولشليغل بزيارة عدد من دول آسيا الوسطى بما في ذلك نيبال بناءً على طلب بيت العدل الأعظم. في أغسطس 1971، كان الشباب من نيبال من بين الحاضرين في مؤتمر الشباب البهائي في غرب آسيا في الهند.
وبمساعدة يد القضية علي أكبر فوروتان ممثلاً لبيت العدل الأعظم، عقد البهائيون في نيبال مؤتمرهم الوطني الأول لانتخاب جمعيتهم الروحية الوطنية في عام 1972 في عهد الملك ماهيندرا. كان المؤتمر يضم أربعين مندوبًا. كان أعضاء الجمعية الوطنية الأولى هم: أمار برادان، شيام ماهيرجان، جوجوبهاي ساكيا، أراندا لال شريستا، دينيش فيرما، كيث دي فولو، دبليو إف تشايتونالا، بي إن راي، دي كي مالا - من خلفيات بوذية وهندوسية ومسيحية. في نوفمبر 1972 اجتمع مندوبون من الجمعيات المحلية في منطقة ناراياني لحضور مؤتمر محلي حول تقدم الدين لدراسة تاريخ البهائية، والإدارة البهائية بشكل عام وانتخاب الجمعيات المحلية بشكل خاص، والتعاليم البهائية.

## الحل والإصلاح
حُلت الجمعيات الوطنية والمحلية بين عامي 1976 و1981 بسبب القيود القانونية. ومع ذلك، تمكن البهائيون من نيبال من حضور مؤتمر النساء البهائيات الآسيويات في أكتوبر 1977 مع يد القضية روحيه خانوم وبعد ذلك قامت بجولة في نيبال بما في ذلك مخاطبة حوالي 700 طالب في كلية بادما كانيا للنساء (انظر التعليم في نيبال). في مايو 1981، حضر 45 بهائيًا نيباليًا من مناطق مختلفة مؤتمرًا في المركز الوطني في كاتماندو. كان من أبرز أحداث مؤتمر نهاية الأسبوع العرض الأول في نيبال لفيلم The Green Light Expedition الذي يدور حول رحلة Rúhíyyih Khanum على نهر الأمازون. أعيد انتخاب الجمعيات المحلية والوطنية منذ عام 1982 - وكان هذا الحل والإصلاح في عهد الملك بيريندرا. عندما انعقد المؤتمر الوطني كان هناك 25 مندوبًا. في عام 1983، كان هناك تعليق يفيد بأن التأثير المميز للرواد هو أنهم "لم يهتموا بمشاكلنا فحسب، بل نظروا أيضًا إلى الظروف في نيبال على أنها مشاكلهم الخاصة وتحدثوا عن مشاكلنا على أنها مشاكلهم". حضر كوليس فيذرستون، يد القضية، المؤتمر الوطني لعام 1983. في عام 1984، طبع المجلس الروحي الوطني للبهائيين في نيبال "كتابات مختارة عن الإدارة البهائية" باللغتين الإنجليزية والنيبالية بالتوازي. وفي وقت لاحق من عام 1984، حضر البهائيون النيباليون المؤتمر في معبد اللوتس الذي أُنهي من بنائه تقريبًا. بحلول عام 1985، أنشأت جمعية البهائيين في مالانجوا مدرسة تضم حوالي 30 طالبًا، وحصل العديد منهم على منح دراسية. يتناول أطفال الطبقات الدنيا والعليا الطعام والشراب معًا، وقد تقبل القرويون أن المدارس البهائية لا تلتزم بالعادات المتعلقة بالطبقات. في عام 1988، قامت الجمعية الوطنية بتوسيع وتحسين برنامج محو الأمية للبالغين. في عام 1989، اجتمع ممثلو الجمعيات الوطنية في نيبال إلى جانب جزر أندامان ونيكوبار وبنجلاديش والهند وسيكيم وسريلانكا إلى جانب المستشارين القاريين وأعضاء المجالس الفرعية الإقليمية في الهند في بوني بالهند لمناقشة إنشاء رؤية موحدة للدين وتقدمه في جميع أنحاء شبه القارة.
في 29 سبتمبر 1990 توفي يد القضية كوليس فيذرستون ودُفن في كاتماندو.

## المجتمع الحديث
منذ نشأتها، كان للدين دور في التنمية الاجتماعية والاقتصادية بدءًا من منح المزيد من الحرية للنساء، وترويج تعليم الإناث باعتباره أولوية، وقد عُبر عن هذه المشاركة عمليًا من خلال إنشاء المدارس والتعاونيات الزراعية والعيادات. ودخل الدين مرحلة جديدة من النشاط عندما صدرت رسالة بيت العدل الأعظم بتاريخ 20 أكتوبر 1983. وحث البهائيين على البحث عن طرق متوافقة مع التعاليم البهائية، والتي يمكنهم من خلالها المشاركة في التنمية الاجتماعية والاقتصادية للمجتمعات التي يعيشون فيها. في عام 1979، كان هناك 129 مشروعًا بهائيًا للتنمية الاجتماعية والاقتصادية معترفًا بها رسميًا في جميع أنحاء العالم. وبحلول عام 1987، ارتفع عدد مشاريع التنمية المعترف بها رسميا إلى 1482 مشروعا. منذ أوائل تسعينيات القرن العشرين، انخرط البهائيون في نيبال في شؤون مختلفة في نيبال.
أنشأت إحدى مجموعات البهائيين منظمة "شركاء التعليم والمناهج والتدريب"، أو "ECTA"، والتي تعني "الوحدة" باللغة النيبالية، في عام 1997 لتعزيز استراتيجيات وبرامج التنمية الريفية التي يمكن أن تنفذها مجموعات القرى بتكلفة منخفضة دون الحاجة إلى مساعدات خارجية واسعة النطاق. انضم البهائيون النيباليون إلى المجلس الديني المشترك في نيبال لتعزيز السلام في البلاد والذي التقوا أيضًا بقيادة الحزب الشيوعي النيبالي الماوي واستشاروهم بشأن قضايا الإيدز.
نُظم مؤتمر "الهدايا المقدسة لكوكب حي" في نيبال في نوفمبر 2000 من قبل تحالف الأديان والحفاظ على البيئة والصندوق العالمي للطبيعة بما في ذلك البهائيين.
قدم نادي بودابست جائزة "تغيير العالم - أفضل الممارسات" لأربعة مشاريع تعليمية دولية تهدف إلى تمكين الناس من خلال التعلم وتمكينهم من السيطرة الكاملة على تنميتهم الاقتصادية. كانت مارسيا أوديل واحدة من الحاصلين على الجائزة، ممثلة برنامج تمكين المرأة (WEP) في نيبال، والذي طور نهجًا للتمويل الأصغر وتمكين المرأة. لقد وصل برنامج WEP إلى أكثر من 130 ألف امرأة في نيبال، كما تلقى أيضًا دعمًا كبيرًا من المجتمع البهائي في نيبال.
في ديسمبر 2003، عقد مؤتمر بعنوان "التعليم: حق كل فتاة وصبي"، جمع ممثلين عن خمس دول في جنوب آسيا من مسؤولين حكوميين وأعضاء من المجتمعات البهائية: بنغلاديش والهند ونيبال وباكستان وسريلانكا، وشارك في رعايته ودعمه: المجتمع البهائي الدولي، واليونسكو، ورؤية العالم في الهند، والمؤسسة الوطنية للهند، ومنظمة إنقاذ الطفولة في المملكة المتحدة، وصندوق التعليم التابع للكومنولث، والتحالف الهندي لحقوق الطفل.
في عام 2006 شارك البهائيون في مؤتمر دولي للشباب نظمته منظمة هندو فيديابيث نيبال. نُظم كمؤتمر سلام تحت عنوان "تعميق روحانيتنا" في كاتماندو.

### التركيبة السكانية
على الرغم من أنه من غير القانوني تحويل الآخرين، إلا أن هناك تقارير عرضية عن مضايقات الشرطة وتقارير عن التمييز على أساس المعتقد أو الممارسة الدينية وبحلول عام 2001، أفاد التعداد الوطني بوجود 1211 بهائيًا (ولكنه يشمل 496 طفلًا حتى سن 0-4 سنوات - في الواقع كانت أكبر شريحة من السكان تتراوح أعمارهم بين 10 و14 عامًا.) كان عدد النساء أكبر من عدد الرجال، ومن بين الأقسام الخمسة عاش عدد أكبر من البهائيين في القسم الشرقي وأقل عدد في القسم الغربي. تقدر جمعية أرشيفات بيانات الأديان (بالاعتماد على الموسوعة المسيحية العالمية) عدد البهائيين بحوالي 4350 في عام 2005. أفاد تعداد عام 2001 أن نسبة البهائيين في نيبال بلغت 0.01%، وأفاد تعداد عام 2011 أن نسبة البهائيين بلغت 0%.

## روابط خارجية
- أرشيف الموقع الرسمي